# Rudolf Beckmann
Rudolf Beckmann, född 20 februari 1910 i Osnabrück, död 14 oktober 1943 i Sobibór, var en tysk SS-Oberscharführer. Inom ramen för Nazitysklands så kallade eutanasiprogram Aktion T4 tjänstgjorde han vid instituterna Grafeneck och Hadamar. Senare tjänstgjorde han i förintelselägret Sobibór, där han dödades i ett uppror den 14 oktober 1943. 

## Populärkultur
I filmen Flykten från Sobibór från 1987 spelas Rudolf Beckmann av Hugo Bower och i filmen Sobibór från 2018 porträtteras han av Dirk Martens.